# Mount Weston
Mount Weston är ett berg i Antarktis. Det ligger i Östantarktis. Argentina och Storbritannien gör anspråk på området. Toppen på Mount Weston är 1 210 meter över havet.
Terrängen runt Mount Weston är kuperad västerut, men österut är den platt. Trakten är obefolkad. Det finns inga samhällen i närheten.